# Verband Bayerischer Israelitischer Gemeinden
Der Verband Bayerischer Israelitischer Gemeinden (abgekürzt: VBIG) wurde 1920 gegründet. Er bestand bis 1938.
Sein Präsident während der 18 Jahre seines Bestehens war Alfred Neumeyer.
Nach dem Zweiten Weltkrieg wurde als Nachfolgeverband 1947 der Landesverband der Israelitischen Kultusgemeinden in Bayern gegründet.

## Gründung
Am 20. April 1920 wurde der Verband gegründet auf der rechtlichen Grundlage des Artikel 137 über die Freiheit der Vereinigung zu Religionsgesellschaften der Weimarer Verfassung. Er war der erste Landesverband jüdischer Gemeinden in Deutschland.
Den Status einer Körperschaft öffentlichen Rechts erhielt der Verband 1921 und es wurde ihm das Besteuerungsrecht („Kirchensteuer“) zugesprochen. Fast alle jüdischen Gemeinden in Bayern gehörten dem Verband an. Nur die beiden kleinen jüdischen Gemeinden in Hainsfarth und Kulmbach waren ihm ferngeblieben.
1925 bewilligte der Bayerische Staat dem Verband Bayerischer Israelitischer Gemeinden für das Jahr 1924 50.000 Mark und für das Jahr 1925 60.000 Mark. Diese staatliche Förderung wurde vom Bayerischen Landtag am 26. Juni 1925 mit 13 gegen 12 Stimmen beschlossen. Gegen die Förderung stimmten die Kommunisten, die Sozialdemokraten und die Völkischen und Deutschnationalen. Dafür stimmten die Bayerische Volkspartei und der Bauernbund.
1933 gehörten dem Verband im rechtsrheinischen Bayern 198 Gemeinden mit etwa 35.000 Mitgliedern an.
In den pfälzischen Gebieten waren es ungefähr 7000 Juden.

## Organisationsstruktur
Eine Verfassung gab sich der Verband 1926.
Gesetzgebendes Gremium des Verbandes war die Tagung.
Die Tagung bestand aus 76 Abgeordneten.
Diese wurden nach den Grundsätzen des Verhältniswahlrechtes bestimmt.
Es wählten die Angehörigen der Verbandsgemeinden in gleicher, unmittelbarer und geheimer Wahl.
Der Verband wurde von einem Rat mit 21 Mitgliedern verwaltet.
Dieser Rat bestand aus 14 Vertretern der Verbandsgemeinden, 5 Standesvertretern der Rabbiner und Religionslehrer und zwei von der Tagung zu wählenden Mitgliedern.

## Wahlen
1921 fand die erste Wahl zur Tagung statt.
Diese war auch die erste Wahl zu einem jüdischen Landesparlament in Deutschland.
Es siegte die Liberale Partei, gefolgt von der Jüdischen Volkspartei und der religiösen Orthodoxie.
Für die Wahl 1932 wurde ein Wahlkompromiss geschlossen.
Dadurch verlief die Wahl trotz politischer Bedrohung friedlich.

## Aufgaben
Der Verband Bayerischer Israelitischer Gemeinden vertrat die jüdische Gemeinschaft nach außen.
Nach innen widmete er sich der Pflege der religiösen, kulturellen und sozialen Anliegen.
Er unterstützte kleine und arme Gemeinden.
Für jüdische Kultusbeamte regelte er die Gehalts- und Versorgungsansprüche.
Waisenhäuser, Altenheime, Elementarschulen, ein Lehrerseminar wurden unterstützt und gefördert.

## 1933 bis 1938
1933 wurde die Reichsvertretung der Deutschen Juden gegründet.
Der Verband Bayerischer Israelitischer Gemeinden wurde dieser untergeordnet, behielt aber seine Tätigkeit in Bayern bei.
Seine Aufgaben wuchsen durch die Notlage der jüdischen Gemeinden in den folgenden Jahren.
1938 wurde dem Verband der öffentlich rechtliche Status entzogen.
Nach dem Pogrom am 9. November 1938 hörte der Verband Bayerischer Israelitischer Gemeinden auf zu bestehen.